# F.L. Smidth & Co. familiefilm - Sommeren 1931
|  | Denne artikel er oprettet af botten Steenthbot ud fra en ekstern database. Den kan derfor have sproglige fejl eller mangler. Denne skabelon kan fjernes efter kontrol af indholdet. |

F.L. Smidth & Co. familiefilm - Sommeren 1931 er en dansk dokumentarisk optagelse fra 1931.

## Handling
Privat familiefilm af erhvervsfamilierne omkring F.L. Smidth & Co., grundlagt af ingeniørerne Frederik Læssøe Smidth (1850-1899), Alexander Foss (1858-1925) og Poul Larsen (1859-1935). Familierne kom også sammen privat. Her er de bl.a. på Eremitagesletten nord for København og i sommerhuset i Skeldal nær Salten Langsø i Midtjylland.

Følgende indholdsbeskrivelse stammer fra filmens originale dåse:

"En dame med med mynder og dyrene på Eremitagen med Torkild (3½år), Hans, Jørgen og Linse. Rina og Lise drikker vand i Marinebad med Elise Åkerhielm. Andejagt, frokost ved pavillionen med onkel Bjerg, de yngste ved bådene. Klaus i sejlbåd, Tønnering ror. Anne Lise og Hans i robåd. Alle på række med mormor ved Skeldal med Myginds bil. Fosser ser C.P.'erne bygge i skoven. Træer fældes og måles af alle generationer, Bror, Rina, Karen (Sidney ca. 6 år)."